# Bernardo Provenzano

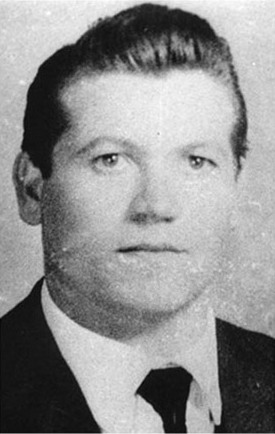
Bernardo Provenzano (1959)

Bernardo „Zu Binnu“ Provenzano (* 31. Januar 1933 in Corleone; † 13. Juli 2016 in Mailand) war ein italienischer Mafioso. Das Mitglied der sizilianischen Cosa Nostra war für etwa zwei Jahrzehnte das Oberhaupt der Corleonesi, eines Clans aus Corleone, und er galt als mutmaßlicher Capo di tutti i capi (italienisch für „Boss aller Bosse“). Aufgrund seiner gnadenlosen Entschlossenheit als Massenmörder wurde er auch als Binnu u tratturi (sizilianisch für „Binnu der Traktor“) bezeichnet, der sprachbildlich – als ob er ein Traktor mit angehängter Walze sei – seine Opfer massenweise plättete.

## Biografie

### Frühe Jahre
Bernardo Provenzano wurde am 31. Januar 1933 in Corleone als drittes von sieben Kindern in eine Bauernfamilie hineingeboren, die bis dato keine Kontakte zur Cosa Nostra gepflegt hatte. Bereits in seinen frühen Jahren arbeitete er mit seinem Vater Angelo als Landarbeiter auf den Feldern und verließ die Schule im Alter von 10 Jahren.
Im späten Teenager-Alter schloss er sich mit einigen Freunden, darunter Salvatore „Totò“ Riina, Luciano Liggio an, einem ranghohen Gefolgsmann des örtlichen Mafiabosses Michele Navarra. Schnell erwarb Provenzano sich den Ruf eines gewissenlosen Schlägers, vor dem man sich besser in acht nahm. Zu Beginn der 1950er Jahre soll Provenzano bei einer Einweihungszeremonie in der Cosa Nostra aufgenommen worden sein. Im Jahr 1954 sollte Provenzano für den Militärdienst eingezogen werden, wurde aber für untauglich erklärt.

### Aufstieg der Corleonesi
Am 2. August 1958 wurde Michele Navarra ermordet. Dem Mord vorhergegangen war ein Konflikt zwischen dem aufstrebenden machthungrigen Liggio und dem etablierten Patriarchen Navarra. Im folgenden Krieg, in dem Liggio und seine Anhänger Navarras Gefolgsleute systematisch eliminierten, war Provenzano einer der wichtigsten Killer Liggios, galt aber als Dummkopf. Liggio soll später über Provenzano gesagt haben: „Er schießt wie ein Gott, hat aber das Hirn eines Huhns.“ Corleone wurde infolge der andauernden Gewalt als der „Grabstein“ bekannt. Auf die Zeitung L’Ora, die einen Bericht über Liggio und seine Anhänger mit der Überschrift „Pericoloso“ (italienisch: „gefährlich“) herausgegeben hatte, wurde drei Tage später ein Bombenanschlag verübt.
Am 10. September 1963 ermordete Provenzano einen letzten Anhänger Navarras und verschwand alsbald von der Bildfläche. Von den frühen 1960er Jahren bis zu seiner Festnahme 2006 wurde Provenzano nicht mehr in der Öffentlichkeit gesehen.
Beim berühmten Massaker in der Viale Lazio am 10. Dezember 1969 tötete er dann persönlich Michele Cavataio, der einer der Hauptverantwortlichen für den Ersten Mafiakrieg war. Nachdem Liggio 1974 in Mailand verhaftet werden konnte, bestimmte Liggio aus dem Gefängnis Salvatore Riina und Provenzano zu seinen gemeinsamen Nachfolgern: Riina sollte als erster der neue Boss der Corleoneser werden und nach zwei Jahren von Provenzano abgelöst werden. Riina gab diese Stellung jedoch nicht mehr ab; Provenzano erklärte sich damit einverstanden und galt seither als Riinas rechte Hand.
Im Verlaufe eines gnadenlosen Mafia-Krieges gegen die Clans von Palermo in den Jahren 1981 bis 1983, in dem ca. 1000 Mafiosi starben, stiegen die Corleonesi zur führenden Mafia-Familie in Sizilien auf. Bernardo Provenzano betrieb damals in der Umgebung von Bagheria in einer stillgelegten Nagelfabrik eine Art Hinrichtungsstätte, welche in bestimmten Kreisen als „Campo di Sterminio di Bagheria“ (KZ von Bagheria) bekannt wurde und in der vermutlich 100 Personen ermordet wurden. Riina und Provenzano dominierten fortan die gesamte Cosa Nostra; beide saßen gleichzeitig auch in der sizilianischen Mafia-Kommission. Im Januar 1993 wurde Riina verhaftet und schließlich verurteilt, unter anderem wegen der Attentate auf Giovanni Falcone und Paolo Borsellino im Mai 1992. Provenzano, dem nachgesagt wurde, Riina an die Justiz verraten zu haben, wurde 1995 nach der Verhaftung von Leoluca Bagarella, dem Schwager und Nachfolger von Riina, selbst Chef der Corleonesi und damit faktisch Capo di tutti i capi.

### Leben im Untergrund
Da es nur ein Fahndungsfoto aus seiner Jugendzeit gab, veröffentlichte die italienische Polizei jahrelang nur ein Phantombild. Insider beschrieben Provenzano als sehr misstrauisch und menschenscheu. Während Riina mit blutigen Attacken gegen den Staat von sich reden machte, arbeitete Provenzano zunächst als Schuldeneintreiber eines Kreditunternehmens, das nicht viel mehr als eine Geldwaschanlage für Drogengeschäfte war und er stürzte sich auf die Aufträge, die in der Bau- und Abfallbranche der Insel zu vergeben waren.
Als 1992 seine Frau und Kinder ihr Versteck verlassen hatten, gab es Vermutungen, er selbst sei nicht mehr am Leben. Im Oktober 2003 unterzog er sich dann in einer Privatklinik (la clinique Casamance) in Aubagne nahe Marseille (Frankreich) einer Prostata-Operation (angeblich sogar auf Kosten des italienischen Staates), von der die Fahnder zu spät erfuhren. Bei einer Razzia im Januar 2005 in mehreren Orten Siziliens wurden zwar 46 Verdächtige verhaftet, nicht aber Provenzano. Die Gefängnisstrafen, zu denen er in Abwesenheit verurteilt wurde, summierten sich auf 250 Jahre.
Durch Provenzanos Führung konnte es verhältnismäßig ruhig um die sizilianische Mafia werden, da er versuchte, die Cosa Nostra anders als Riina aus den Schlagzeilen herauszuhalten und sie nach Kräften zu konsolidieren. Er konnte die Welle der Mafia-Abtrünnigen zum Stillstand bringen, indem er der Betreuung von gefangenen Mafiosi und ihren Familien wieder ihre traditionell hohe Stellung auf der Prioritätenliste der Cosa Nostra einräumte.
Immer wieder wechselte er die Verstecke, und unter anderem hieß es, Provenzano habe sich zeitweilig als Bischof getarnt. In seinen Unterschlüpfen gab es weder Computer noch Handys. Er kommunizierte ausschließlich über sogenannte Pizzini – kleine, eng beschriebene und bis auf Fingernagelgröße gefaltete Botschaften, in denen er seinen Leuten Anweisungen gab und die Fäden der Organisation fest in der Hand hielt.

### Festnahme
Nach 43 Jahren im Untergrund wurde Bernardo Provenzano im Alter von 73 Jahren am 11. April 2006 zusammen mit einer weiteren Person von der italienischen Polizia di Stato in einem heruntergekommenen Schuppen („un casolare diroccato e isolato accanto una stalla e un caseificio“), etwa 2 km vom Stadtzentrum von Corleone entfernt, festgenommen. Seiner Festnahme ging eine zweiwöchige Observation voraus. In seinem Versteck fanden sich etwa 200 kleine Kassiber-ähnliche Zettel (Pizzini), mit Hilfe derer er mit der Außenwelt kommuniziert hatte. Provenzano soll sich durch einen derartigen Zettel verraten haben, da es der Polizei in der Zwischenzeit gelang, die stafettenartige Weiterleitung der Zettel an seine Gefolgsleute zu überwachen. Nach seiner Verhaftung wurden drei weitere Personen festgenommen, denen vorgeworfen wird, Provenzano versorgt und seine Nachrichten weitergeleitet zu haben.
Ein abgehörtes Telefonat habe die Ermittler auf die richtige Spur gebracht, berichteten italienische Medien. Darin habe sich ein Vertrauensmann mit seinem Gesprächspartner darüber abgestimmt, wann er dem „Boss“ die „saubere Wäsche“ bringen solle. In seinem Versteck fand sich auch eine Schreibmaschine, die er angeblich zum Schreiben seiner Nachrichten benutzt hatte. Nach Aussage der Polizei soll Provenzano keinen Widerstand geleistet und seine Identität sogleich zugegeben haben. Ein DNA-Vergleich mit Gewebeproben, die nach seinem Klinikaufenthalt 2003 in Frankreich gesichert wurden, zeigte Medienberichten zufolge, dass es sich tatsächlich um den lange gesuchten Mafiaboss handle. Sein Rechtsanwalt Salvatore Traina hatte noch zwei Wochen vorher angegeben, sein Mandant sei vermutlich schon vor Jahren gestorben.
Provenzano soll bei seiner Festnahme den anwesenden Beamten gesagt haben: „Ihr wisst nicht, was ihr tut“. Es wurde in den Medien heftig darüber spekuliert, wie diese Aussage zu deuten sei. Gegenüber den Behörden schwieg Provenzano, es war auch unwahrscheinlich, dass er die Omertà brechen würde. Es wurde vermutet, dass eine neue, jüngere Generation von Mafiabossen bereitstehe. Ein möglicher Nachfolger war Matteo „u Siccu“ Messina Denaro (* 26. April 1962; † 24. September 2023) aus der Provinz Trapani; Provenzano hatte ihn in einem Pizzino als „il mio erede“ (mein Erbe) bezeichnet. Allerdings hatte Provenzano die Cosa Nostra dezentralisiert und die nachfolgenden Jahre geben Anlass zur Vermutung, dass es keinen einzelnen Boss der Bosse mehr geben wird.

### Letzte Jahre
In verschärfter Einzelhaft soll Provenzano langsam schwermütig geworden sein. Haftverschonung konnte seine Anwältin aber nicht durchsetzen. Bereits 2010 diagnostizierten Ärzte eine Hepatitis C, Erinnerungslücken und ein Prostatakarzinom. Im März 2011 stellte man einen Blasentumor fest. Ende 2012 fiel Provenzano vorübergehend ins Koma, nachdem er im Gefängnis von Parma zum wiederholten Male gestürzt war. Alle noch offenen Verfahren gegen ihn wurden daraufhin ausgesetzt, weil er laut ärztlichen Gutachten nicht mehr verhandlungsfähig war. Im Mai 2012 überraschte ihn ein Justizvollzugsbeamter dabei, wie er sich gerade eine Plastiktüte über den Kopf zog. Manche hielten das für einen Suizidversuch, andere für eine Inszenierung.
Wegen seiner schlechten Gesundheit wurde Provenzano 2014 unter strengsten Sicherheitsvorkehrungen in ein Krankenhaus nach Mailand verlegt. Dort verstarb er am 13. Juli 2016 im Alter von 83 Jahren. „Obwohl er nur noch dahinvegetierte, hat man Provenzano bis zuletzt zu strengster Haft gezwungen“, kritisierte seine Anwältin. De facto sei Provenzano bereits vor vier Jahren gestorben.

## Bedeutung
Die Bedeutung von Provenzano wurde lange unterschätzt. Ihm werden 50 Morde zur Last gelegt, Falcone nannte ihn den blutrünstigsten Killer der Mafia. Aber erst 1993, nachdem verschiedene Pentiti (italienisch: „Reuige“, „Büßer“; Verräter, d. h. ehemalige Mafiosi als Kronzeugen) ausgesagt hatten, bekam die Suche höchste Priorität. Nachdem er immer wieder der Verhaftung entkommen konnte, wurde unter anderem vom obersten Mafiajäger Piero Grasso die Anschuldigung erhoben, dass Provenzano von Politikern, Unternehmern und Polizisten geschützt worden sei.
2004 wurde unter der Regie von Marco Amenta der Film Il fantasma di Corleone (Das Phantom von Corleone) gedreht, der sich mit der Frage beschäftigt, weshalb Provenzano all die Jahre nie gefasst werden konnte. Eine zentrale Aussage in der Dokumentation ist die von Michele Riccio, einem hochrangigen Carabiniere, erzählte Begebenheit, dass er, als er Provenzano hätte verhaften können, von höherer Stelle (Oberst Mori) zurückgepfiffen worden sei. Der Film argumentierte, dass Provenzano nicht zuletzt durch den Schutz höherer staatlicher Beamter so lange entkommen konnte. Das bestätigte in Amentas Film auch Guido Lo Forte, Staatsanwalt in Palermo.
Im Februar 2006 beschlagnahmte die Italienische Polizei – auf Anweisung von Staatsanwalt Roberto Scarpinato – Häuser, Grundstücke und Konten von Provenzano und Salvatore Lo Piccolo im Wert von 150 Mio. US-Dollar.
Der Gemeinderat der Stadt Corleone hat den Tag seiner Festnahme (11. April 2006) zum Gemeindefeiertag erklärt und einer Straße den Namen Via 11 Aprile 2006 geben, um die Festnahme zu würdigen.

## Filme und Dokumentationen
- 2006: Das Phantom von Corleone (OT: Il fantasma di Corleone): Dokumentarfilm über den seit 1963 untergetauchten Bernardo Provenzano, bevor dieser verhaftet wurde.
- 2007: Der Boss der Bosse (OT: Il capo dei capi): Serie über das Leben des sizilianischen Mafiabosses Salvatore Riina, seinen Aufstieg mit Bernardo Provenzano und den zweiten großen Mafiakrieg innerhalb der Cosa Nostra
- 2008: L’ultimo padrino: zweiteiliger Spielfilm über die letzte Zeit von Bernardo Provenzanos Flucht vor der Strafverfolgung

## Belege
1. 1 2 3  Spiegel Online – Zum Tod des Mafia-Paten Provenzano
2. 1 2  The Telegraph – Bernardo Provenzano, Mafia boss known as 'The Tractor' – obituary
3. ↑  Leone Zingales: Provenzano: il re di cosa nostra. Pellegrini Editore
4. ↑  Spiegel Online – Der neue Herr
5. ↑  BBC News – Profile: Bernardo Provenzano
6. 1 2 3  Die Welt – Der Pate von Corleone: 43 Jahre war er untergetaucht, nun wurde Bernardo Provenzano festgenommen.
7. ↑  La Repubblica – Dai boss al pizzo, ecco la saga dei Cavataio
8. ↑  NY Times – Luciano Liggio; Mafia Boss, 68
9. ↑  Enrico Deaglio: Patria 1978–2010. Il Saggiatore, 2010 S. 111
10. ↑  Pietro Grasso: Storie di sangue, amici e fantasmi: Ricordi di mafia. Feltrinelli Editore. 2017.
11. ↑  Carefree cries replace screams at Cosa Nostra 'Death Factory', The Telegraph. 22. August 2004
12. ↑  L'Espresso – Totò Riina e Leoluca Bagarella, nella foto inedita il sorriso del male
13. ↑  La Repubblica – In trappola il vicere' di cosa nostra
14. ↑  Neue Zürcher–Zeitung Der meistgesuchte Mafiaboss festgenommen
15. 1 2 3  Kurier – "Boss der Bosse" in Haft gestorben
16. ↑  Frankfurter Allgemeine – Provenzanos Versteck
17. ↑  Die Welt – Ihr wisst nicht, was ihr tut
18. ↑  Filmitalia – Das Phantom von Corleone
19. ↑  Schätze der Mafia beschlagnahmt. In: Weser-Kurier Nr. 45 vom 22. Februar 2008, S. 7.

| Personendaten    | Personendaten                                         |
| ---------------- | ----------------------------------------------------- |
| NAME             | Provenzano, Bernardo                                  |
| ALTERNATIVNAMEN  | Provenzano, Zu Binnu                                  |
| KURZBESCHREIBUNG | sizilianischer Mafioso, Führungsfigur der Cosa Nostra |
| GEBURTSDATUM     | 31. Januar 1933                                       |
| GEBURTSORT       | Corleone, Sizilien                                    |
| STERBEDATUM      | 13. Juli 2016                                         |
| STERBEORT        | Mailand                                               |